# Latinus (Alamanne)
Latinus war ein spätantiker römischer Offizier.
Latinus war Alamanne und diente, wie andere Germanen (etwa auch die fränkische Gruppe um Silvanus), in hoher Position im Heer von Kaiser Constantius II. Für die Jahre 351 und 354 ist er als comes domesticorum bezeugt; er befehligte also die kaiserliche Leibgarde. Er wurde 354 verdächtigt, zusammen mit Agilo und Scudilo den alemannischen König Vadomar vor einer römischen Militärattacke gewarnt zu haben.

## Quelle
- Zosimos 2,48,5 (ältere deutsche Übersetzung).
- Ammianus Marcellinus 14,10,8.

## Anmerkung
1. ↑  Ammianus Marcellinus 14,10,8.

| Personendaten    | Personendaten         |
| ---------------- | --------------------- |
| NAME             | Latinus               |
| KURZBESCHREIBUNG | alemannischer Krieger |
| GEBURTSDATUM     | vor 354               |
| STERBEDATUM      | 4. Jahrhundert        |